# Neohelota jordani
Neohelota jordani là một loài bọ cánh cứng trong họ Helotidae. Loài này được Ritsema miêu tả khoa học năm 1899.